# 陳廣隆
陳廣隆（英語：Chan Kwong-lung），是一名香港文學評論家、影評人和中學中文教師，亦是香港粵語片研究會及香港電影評論學會成員。

## 生平
陳廣隆於1980年代出生，自幼喜歡電影和武俠小說，中學畢業於皇仁書院，後入讀香港教育學院，其後於香港大學完成文學碩士。陳受到金庸影響原本希望能成為作家，但畢業後選擇投身教育工作，於棉紡會中學任職中文老師，同時在網上撰寫影評和小說評論，例如曾擔任香港電影資料館「瑰寶情尋」系列座談會的嘉賓講者、為香港電影評論學會擔任「影評人之選」選片人和導賞講者，並在2019年出版文學評論集《誰是金庸小說武功第一人？》。

## 著作
- 《誰是金庸小說武功第一人？》（2019）